# Sonny Rollins with the Modern Jazz Quartet
Albums de Sonny Rollins
/ Moving Out
(1954)
Sonny Rollins with the Modern Jazz Quartet est un album jazz du saxophoniste Sonny Rollins enregistré avec le Modern Jazz Quartet (MJQ) et sorti en 1953 pour le label Prestige. Cet album est le premier de Rollins pour ce label et également les premiers enregistrements effectués en tant que leader à seulement 21 ans.

## Historique
Le titre de l'album est un peu trompeur car seuls 4 morceaux ont été enregistrés avec les membres du MJQ, à savoir John Lewis au piano, Milt Jackson au vibraphone, Percy Heath à la contrebasse et Kenny Clarke à la batterie. Cette rencontre en octobre 1953 souligne la maturité de Rollins, particulièrement sur l'interprétation de In a Sentimental Mood de Duke Ellington.

## Titres
Le dernier titre I Know est une composition de Miles Davis, une prolongation de Confirmation de Charlie Parker, est en fait le premier morceau de Rollins enregistré en tant que leader et sur l'insistance de Miles. Il est enregistré à la fin d'une session de Miles Davis en janvier 1951 et Miles jouant même au piano pour lui, le titre présente ainsi un moindre intérêt.
Dans l'ensemble l'album offre peu de véritables surprises musicales mais les morceaux enregistrés avec le MJQ sont de qualité, le style énergique, dansant et anguleux de Rollins s'équilibre avec le style bluesy de Jackson et la contribution discrète de Lewis.
| N°  | Titre                     | Compositeur                                  | Durée |
| --- | ------------------------- | -------------------------------------------- | ----- |
| 1.  | The Stopper               | Sonny Rollins                                | 2:59  |
| 2.  | Almost Like Being in Love | Alan Jay Lerner, Frederick Loewe             | 3:26  |
| 3.  | No Moe                    | Sonny Rollins                                | 3:32  |
| 4.  | In a Sentimental Mood     | Duke Ellington, Manny Kurtz, Irving Mills    | 3:20  |
| 5.  | Scoops                    | Sonny Rollins                                | 2:16  |
| 6.  | With a Song in My Heart   | Lorenz Hart, Richard Rodgers                 | 3:08  |
| 7.  | Newk's Fadeaway           | Sonny Rollins                                | 3:15  |
| 8.  | Time on My Hands          | Harold Adamson, Mack Gordon, Vincent Youmans | 2:42  |
| 9.  | This Love of Mine         | Sol Parker, Henry W. Sanicola, Frank Sinatra | 2:26  |
| 10. | Shadrack                  | Robert MacGimsey                             | 2:35  |
| 11. | On a Slow Boat to China   | Frank Loesser                                | 2:41  |
| 12. | Mambo Bounce              | Sonny Rollins                                | 2:25  |
| 13. | I Know                    | Miles Davis                                  | 2:32  |

## Enregistrement
Les trois séances d'enregistrement se sont déroulées aux Apex Studios à New York, les deux premières en 1951 et la dernière en 1953. Le titre 13 est enregistré le 17 janvier 1951 à la fin d'une session de Miles Davis. Huit titres (5 à 12) sont enregistrés par le quartet de Rollins le 17 décembre de cette même année. Enfin les titres 1 à 4, sont enregistrés avec les membres du MJQ lors d'une autre séance, le 7 octobre 1953.
| Musicien      | Instrument      | Titre |  | Équipe technique |             |
| ------------- | --------------- | ----- |  | ---------------- | ----------- |
| Sonny Rollins | saxophone ténor | 1-13  |  | Kazue Sugimoto   | Superviseur |
| John Lewis    | piano           | 1-4   |  | Joe Tarantino    | Mastering   |
| Kenny Drew    | piano           | 5-12  |  | Ira Gitler       | Liner notes |
| Miles Davis   | piano           | 13    |  |                  |             |
| Percy Heath   | contrebasse     | 1-13  |  |                  |             |
| Milt Jackson  | vibraphone      | 1-4   |  |                  |             |
| Kenny Clarke  | batterie        | 1-4   |  |                  |             |
| Art Blakey    | batterie        | 5-12  |  |                  |             |
| Roy Haynes    | batterie        | 13    |  |                  |             |